# Kap Darnley (Antarktika)
Kap Darnley ein vereistes Kap an der Lars-Christensen-Küste des ostantarktischen Mac-Robertson-Lands. Es bildet das nördliche Ende der Bjerkø-Halbinsel auf der Westseite der MacKenzie Bay.
Der australische Polarforscher Douglas Mawson sichtete am 26. Dezember 1929 bei der British Australian and New Zealand Antarctic Research Expedition (BANZARE, 1929–1931) von der Mastspitze der RSS Discovery schemenhaft eine Landmasse, der sich das Schiff am 10. Februar 1931 auf deutliche Sichtweite näherte. Mawson benannte das Kap nach Ernest Rowland Darnley (1875–1944), Vorsitzender des Discovery Commitee im Colonial Office von 1923 bis 1933.